# Lipocosma rosalia
Lipocosma rosalia là một loài bướm đêm trong họ Crambidae.